# Hrastje pri Cerkljah
Hrastje pri Cerkljah je naselje u Općini Brežice u istočnoj Sloveniji. Hrastje pri Cerkljah se nalazi u pokrajini Dolenjskoj i statističkoj regiji Donjoposavskoj. 

## Stanovništvo
Prema popisu stanovništva iz 2002. godine Hrastje pri Cerkljah je imalo 114 stanovnika.

### Etnički sastav
1991. godina:
- Slovenci: 126 (96,9%)
- Hrvati: 4 (3,1%)

## Vanjske poveznice
- Satelitska snimka naselja  Arhivirana inačica izvorne stranice od 29. srpnja 2017. (Wayback Machine)